# Estació de Nuevos Ministerios
Nuevos Ministerios és una estació del Metro de Madrid i ferrocarril situat a sota dels Nuevos Ministerios, complex governamental, i a prop del complex financer AZCA, al límit dels districtes madrilenys de Chamberí, Chamartín i Tetuán. La seva tarifa correspon a la zona A segons el Consorci Regional de Transports de Madrid, si bé pertany a la zona 0 segons la zonificació de Cercanías Madrid.

## Història
L'estació de ferrocarril, pertanyent actualment a la xarxa de Rodalia de Madrid de Renfe Operadora, va ser inaugurada el 1967 com a part de l'anomenat Túnel de la risa. Caldria que passessin 12 anys fins que arribés fins aquí el Metro de Madrid, en construir-se l'estació de la línia 6 amb el mateix nom. Posteriorment es van afegir noves estacions de metro de les línies 8 i 10.
Per tant, avui dia l'estació de Nuevos Ministerios proveeix transbord entre 3 línies de Metro i altres 8 de Rodalia de Madrid, a les quals cal afegir algunes línies de Mitjana Distància de Renfe Operadora. A través de la línia 8 de Metre, es dona accés directe a l'aeroport de Madrid-Barajas i compte a més amb terminal de facturació, que va funcionar fins a l'obertura de la nova Terminal 4 (T4), moment en què aquest servei ha deixat de prestar-se malgrat que els trens arriben fins a la nova terminal des del 3 de maig de 2007. Des de 2011 el servei prestat per la línia 8 es complementa amb la línia de Rodalies C-1 entre Príncipe Pío i la T4.

## Línies i connexions
| Metro de Madrid                                  |                   |       |                     |                               |
| Procedència/Destinació                           | <                 | Línia | >                   | Procedència/Destinació        |
| circular                                         | Cuatro Caminos    |       | República Argentina | circular                      |
| terminal                                         | terminal          |       | Colombia            | Aeropuerto T4                 |
| Tres Olivos Hospital Infanta Sofía               | Santiago Bernabeu |       | Gregorio Marañón    | Puerta del Sur                |
| Rodalies Madrid                                  |                   |       |                     |                               |
| Procedència/Destinació                           | <                 | Línia | >                   | Procedència/Destinació        |
| Chamartín                                        | Chamartín         | C-2   | Recoletos           | Alcalá de Henares Guadalajara |
| Chamartín                                        | Chamartín         | C-3   | Atocha              | Aranjuez                      |
| Alcobendas-S. Sebastián de los R. Colmenar Viejo | Chamartín         | C-4   | Atocha              | Parla                         |
| Chamartín                                        | Chamartín         | C-7   | Recoletos           | Alcalá de Henares             |
| El Escorial Cercedilla                           | Chamartín         | C-8   | Recoletos           |                               |
| Pitis                                            | Chamartín         | C-10  | Recoletos           | Villalba                      |